# Lys-lez-Lannoy
Lys-lez-Lannoy là một xã ở tỉnh Nord ở miền bắc nước Pháp. Xã này có diện tích 3,26 kilômét vuông, dân số năm 1999 là 13.018 người. Xã nằm ở khu vực có độ cao trung bình 33 mét trên mực nước biển.